# Brooke Burns
Brooke Elizabeth Burns (ur. 16 marca 1978 w Dallas) – amerykańska aktorka i modelka. Występowała w roli Nicole Booth w serialu Gorące Hawaje.

## Filmografia
- 2011: Klinika zbrodni jako Abby Morgan; film TV
- 2010: Titanic II jako doktor Kim Patterson
- 2009: Mistresses jako Shannon
- 2008: Art of Travel, The jako Darlene Loren
- 2008: Dancing Trees jako Nicole
- 2008: Smokejumpers jako Kristen
- 2007: Time and Again jako Anna Malone
- 2007: Miss Guided jako Lisa Germain
- 2007: Urban Decay jako Sasha
- 2006: Pepper Dennis jako Kathy
- 2005: Death to the Supermodels jako Eva
- 2005: Sublokatorka II (Single White Female 2: The Psycho) jako Jan Lambert
- 2005: Salon, The jako Tami
- 2004–2005: Gorące Hawaje (North Shore) jako Nicole Booth
- 2003–2004: Rock Me Baby jako Erin (gościnnie)
- 2002: Agent w spódnicy (She Spies) jako Nicki (gościnnie)
- 2001: Śledztwo prowadzi Nero Wolfe (Nero Wolfe Mystery, A) jako Beatrice Epps (gościnnie)
- 2001–2002: Men, Women & Dogs jako Kristle (gościnnie)
- 2001: Płytki facet (Shallow Hal) jako Katrina
- 1998–1999: Mortal Kombat: Porwanie (Mortal Kombat: Conquest) jako Lori (gościnnie)
- 1997–2003: Ja się zastrzelę (Just Shoot Me!) jako Kelly (2002) (gościnnie)
- 1997: Conan (gościnnie)
- 1997–2002: Ally McBeal jako dziewczyna / Jennifer Higgin (gościnnie)
- 1996: Out of the Blue jako Peg
- 1994: HBO First Look (gościnnie) (ona sama)
- 1989–2001: Słoneczny patrol (Baywatch) jako Jessie Owens (1998–2000)